# Cynognathus
Cynognathus ("mandíbula de perro") es un género de terápsido representado por una única especie (Cynognathus crateronotus), que vivió entre mediados y finales del período Triásico (hace entre 245 y 208 millones de años). Tenía una longitud de un metro aproximadamente. Los cinognatos están muy próximos evolutivamente a los mamíferos, se clasifican junto a ellos en el clado Eucynodontia. Sus fósiles se han hallado en Sudáfrica, Argentina, China y la Antártida. Tenía tres tipos de dientes en las mandíbulas, su cuerpo estaba recubierto de pelo, orejas desarrolladas y era parecido a un lobo moderno, aunque más pequeño, con una complexión mucho más pesada y poderosa.

## Características

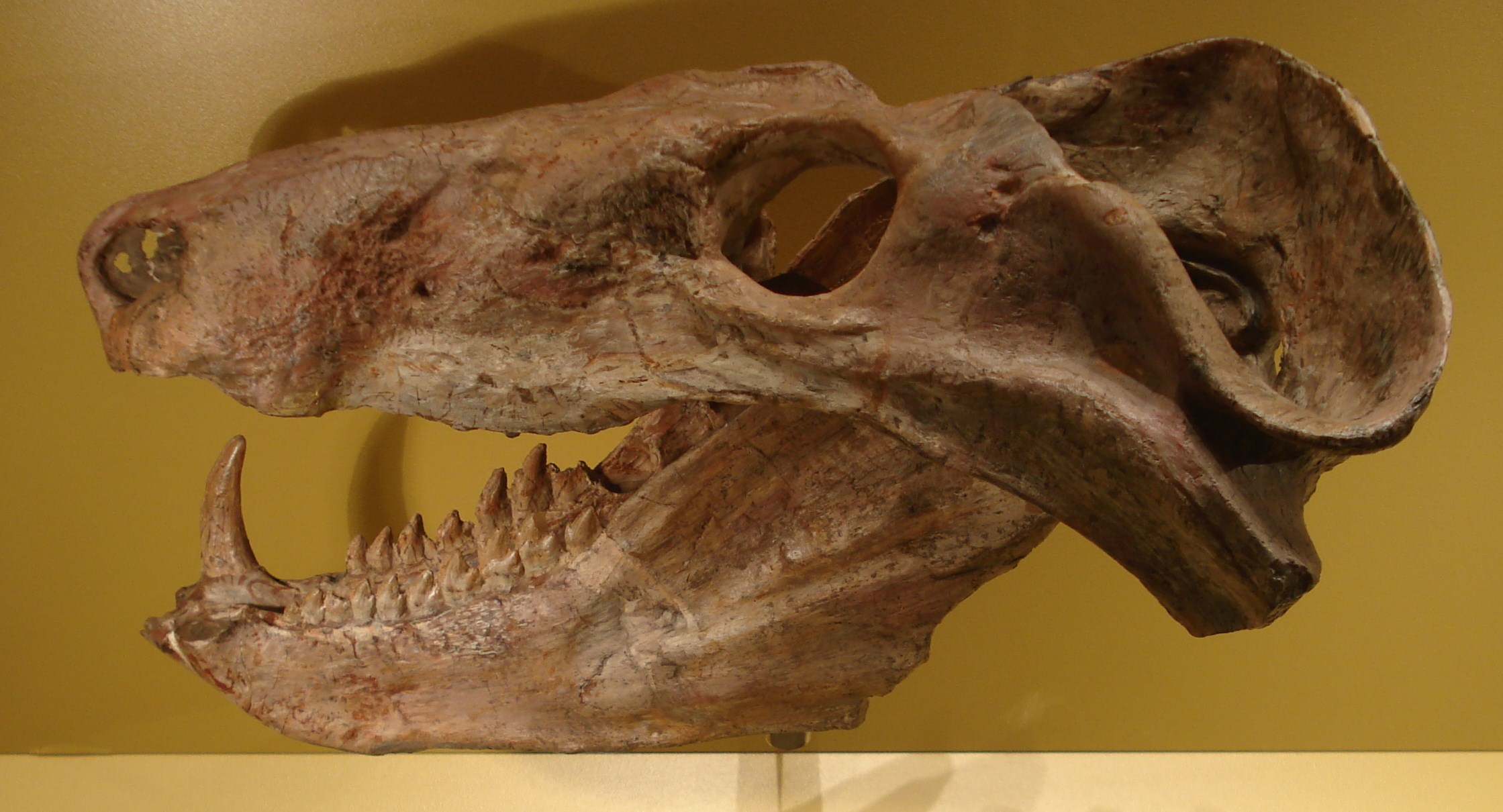
Perfil del fósil de un cráneo de Cynognathus.

Los reptiles parecidos a mamíferos se acercaron mucho a los mamíferos en muchos aspectos. En el cráneo del Cynognathus se ha podido observar, pequeñas aberturas a la altura del hocico, éstas aberturas son típicas en cráneos de mamíferos, pues por ellas, pasan los vasos y nervios que irrigan e inervan los bigotes, de por ejemplo, perros y gatos, siendo los bigotes una forma especializada de pelo, podríamos concluir que el Cynognathus tenía pelo en su cuerpo. Esta forma de marcha doble (erecta / extendida) también se encuentra en algunos mamíferos primitivos vivos hoy en día.
Cynognathus tal vez se parecía a un perro grande, como el alsaciano o el labrador tenía una cabeza muy grande con respecto a la longitud de su cuerpo (30 cm) y podía tener aproximadamente un metro de longitud corporal. Tenía dientes similares, colmillos puntiagudos a cada lado y dientes triangulares afilados en las mejillas, lo que demuestra que era un cazador carnívoro.
Además Cynognathus se parecía a los mamíferos en lo flexible del cuerpo y la cola corta (los reptiles por lo general tienen colas largas).

## Locomoción

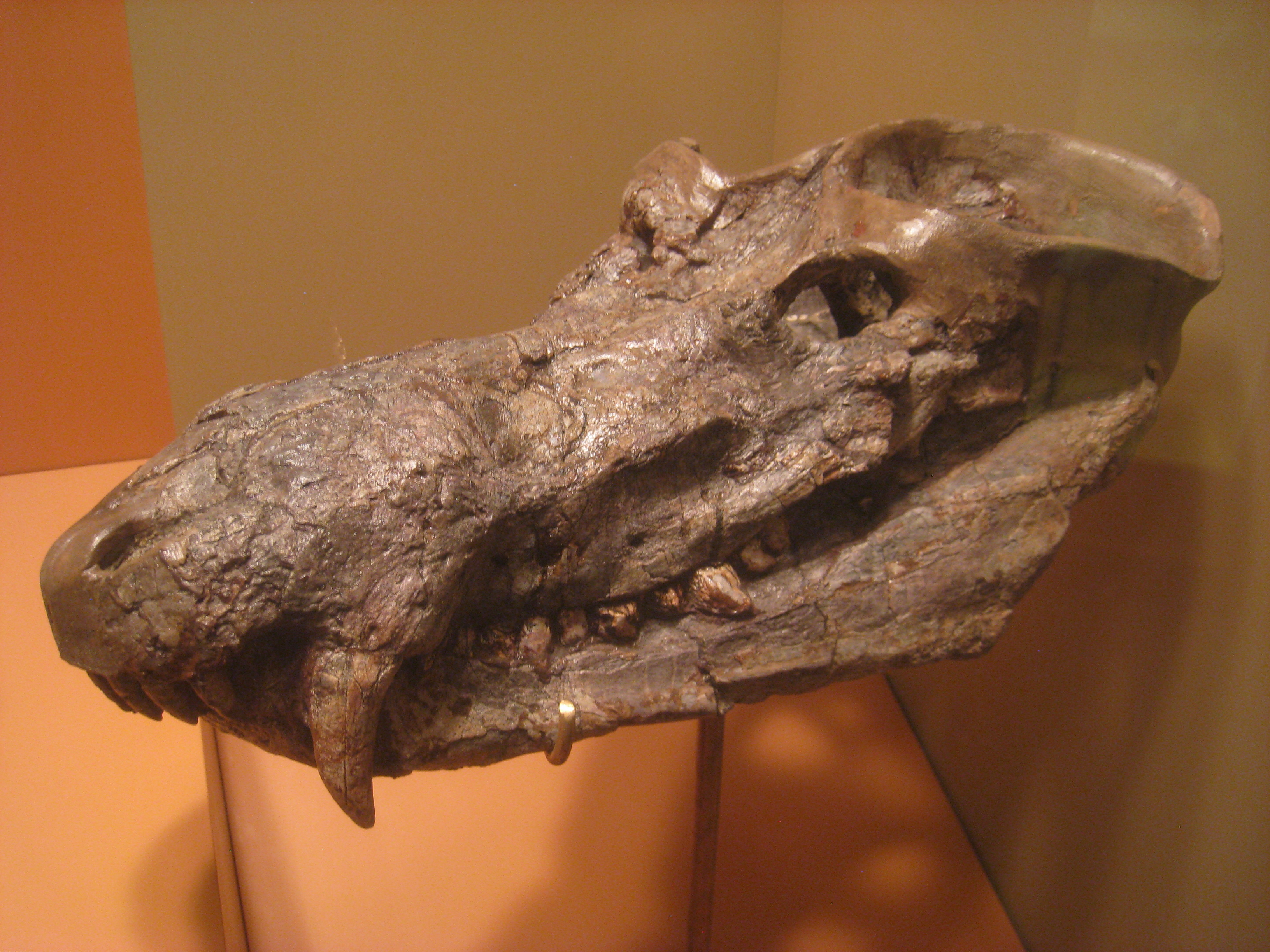
Cráneo de Cynognathus crateronotus.

Cynognathus era un ágil corredor, no tan veloz como los perros modernos, ya que sus patas eran más cortas y sus pies se apoyaban en forma plana sobre el suelo, como el de los humanos, por el contrario, los perros modernos se apoyan en los dedos, lo que les permite alcanzar mayores velocidades al correr; adicionalmente tenía una postura de los miembros en abducción (separados del cuerpo) que le restaban velocidad y le daban un aspecto reptiliano.